# 干阴道性交
干阴道性交（英語：dry sex）是一种在女性陰道乾燥的情况下进行的性交。可以通过使用催欲草药、家用洗涤剂、消毒剂，擦干阴道，在阴道中放置树叶等方式清除阴道分泌液。
干燥使得阴道更紧，从而能使男性增加性快感。一些坚持干阴道性交的男性认为“湿润”的女性是不守贞操的。然而，干阴道性交对女性来说十分痛苦。这种性行为常见于撒哈拉以南非洲，亦在南美洲苏里南女性中存在。

## 健康风险
干阴道性交被认为与艾滋病在撒哈拉以南非洲的高发有关。这种行为在很多方面都增加了性交双方感染艾滋病等性传播疾病的可能性。例如缺乏阴道分泌液会导致阴道组织的撕伤，进而增加感染艾滋病的风险。擦干阴道还可能会擦走能够抵抗性传播疾病的乳酸杆菌。此外，干阴道性交时因摩擦力的增加会加大避孕套破裂的风险。而干阴道性交导致的阴道炎症与外伤性损害也都会增加性传播疾病的传播可能性。